# Irene Dean-Williams
Irene Selina Dean-Williams (12 de julho de 1903 – 3 de julho de 1946) foi uma aviadora pioneira. Ela foi a primeira mulher a obter uma licença de piloto comercial e tornou-se na primeira mulher piloto de uma aeronave na Austrália Ocidental. Ela é mais conhecida por fazer um voo recorde de Perth para Sydney.